# 老吉克
老吉克（挪威語：Old Tjikko）是一棵大约有9,566年历史的挪威云杉，位于瑞典达拉纳。老吉克最初以“世界上最古老的树”而闻名。然而，后来的研究发现老吉克其实是一棵克隆树，它在几千年的时间里再生出了新的树干、树枝和树根，而不是一棵古老的单一树木。老吉克被公认为现存最古老的云杉树，也是已知第四古老的克隆树。
因为树木年轮学不适用于克隆树，这棵树的龄树是通过从树下收集的基因匹配的植物材料进行碳测法来确定的。树干本身估计只有几百年的历史，但由于压条或营养繁殖的过程，这棵树已经存活了更长的时间。

## 发现和细节

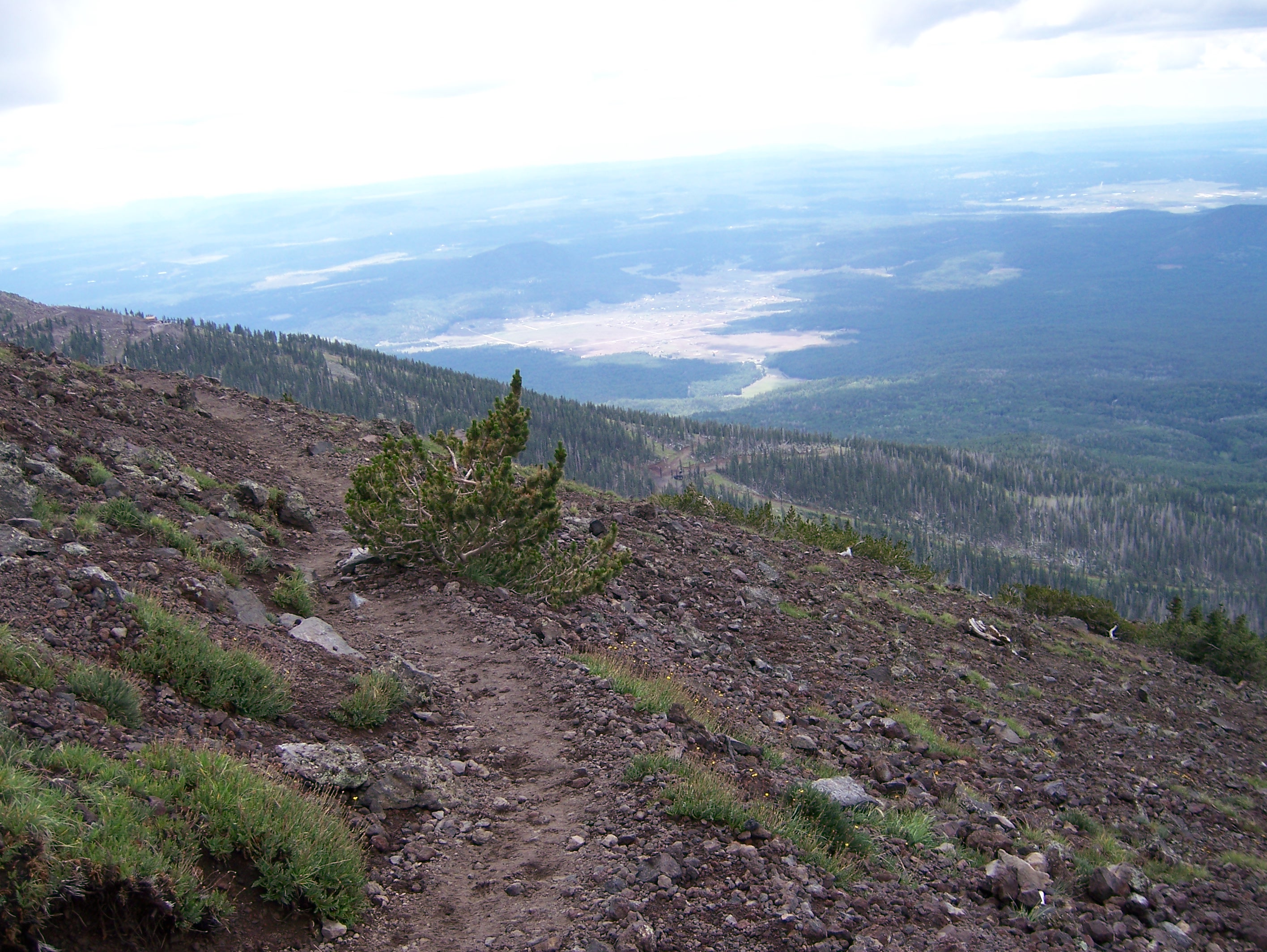
发育不良的树木呈现出树丛状结构的示例

老吉克的根系估计已有9,567年历史，是世界上已知最古老的歐洲雲杉。这棵树高5（16英尺），生长于瑞典达拉纳的菲吕山上。几千年来，由于生存环境极其恶劣，这棵树一直呈现出一种矮小灌木的形态（也称为高山矮曲林形态）。在20世纪气候变暖期间，这棵树长成了一棵正常的树。发现这棵树的夫妻二人是于默奥大学自然地理学教授莱夫·库尔曼（Leif Kullman）以及拥有中瑞典大学生物学和生态学博士学位的树木科学家丽莎·奥伯格（Lisa Öberg）。他们将这种生长突飞猛进归因于全球变暖，并以他们已故的狗的名字给这棵树取名“老吉克”。
经过研究发现，这棵树是通过无性繁殖才能够存活这么久。可见的树干部分相对年轻，但它只是一个已有数千年历史的古老根系的一部分。在这漫长的时间里，树干部分可能会多次死亡并再生，但树的根系仍然保持完整，并会发芽长出另一个树干。树干的寿命可能只有六百年左右，当一根树干死去后，另一根树干最终会在原处重新长出来。此外，每年冬天的大雪可能会将低处树枝压到地面，使其在地面上生根并在第二年再次生长出来，这一过程称为压条。其他树种，如海岸红杉和西部红柏，也可以通过压条进行繁殖。这棵树的年龄是通过对根系进行碳14测年确定的，结果发现其根系可分别追溯到375年前、5,660年前、9,000年前以及9,550年前。碳年代测定法不足以精确地确定这棵树从种子发芽的确切年份；然而，根据估计的年龄，这棵树大约在公元前7550年左右发芽。相比之下，文字的发明（以及有记载的历史的开始）直到公元前4000年左右才出现。研究人员在同一地区发现了大约20棵云杉树，这些树都有八千年以上的树龄。
老吉克的估计年龄接近该地区可能的最大年龄，因为最后一个冰川期退去的芬诺-斯堪的亚冰架大约在一万年前才从菲吕山消融。
自然保护部门考虑在这棵树周围建一道篱笆，以防遭到破坏者或猎奇分子的破坏。
2024年7月1日，据报道，总部位于斯德哥尔摩的艺术工作室Goldin+Senneby正在瑞典马尔默的一个新医院园区建造一个气候控制装置。该装置中放置了一棵老吉克的克隆树，采用从老吉克顶部树枝上剪下的小树枝嫁接到其他云杉树的树干上培育而成。因此，这一过程将产生与老吉克DNA相同的树苗。